# Asplenium melanochlamys
Asplenium melanochlamys là một loài dương xỉ trong họ Aspleniaceae. Loài này được Hook. mô tả khoa học đầu tiên năm 1860.
Danh pháp khoa học của loài này chưa được làm sáng tỏ. 